# Буцько Олександр Анатолійович
Олександр Анатолійович Бу́цько (біл. Аляксандр Анатольевіч Буцько; нар. 18 березня 1986 року, Гродно, Білоруська РСР) — білоруський і російський волейболіст. Сполучний новосибірського «Локомотива» і збірної Росії. Олімпійський чемпіон 2012 року.

## Біографія
Олександр Буцько (Бутько) народився в Гродно, Білорусь. Волейболом почав займатися в 10 років у СДЮШОР імені А. Н. Сапеги.
У 14-річному віці Олександра помітив Юрій Миколайович Сапега, який порадив йому змінити амплуа і перекваліфікуватися з нападника в сполучного, а у 2003 році запросив його в московське «Динамо». У 2004 році спортсмен прийняв російське громадянство.
У квітні 2021 року капітан казанського «Зеніта» Олександр Буцько перейшов до складу кемеровського «Кузбасу».

## Виступи на Олімпіадах
| Олімпіада   | Дисципліна | Місце |
| ----------- | ---------- | ----- |
| Лондон 2012 | волейбол   | 1     |